# Bothell
Bothell é uma cidade localizada no estado norte-americano de Washington, no Condado de King e Condado de Snohomish.

## Demografia
Segundo o censo norte-americano de 2000, a sua população era de 30.150 habitantes. 
Em 2006, foi estimada uma população de 31.353, um aumento de 1203 (4.0%).

## Geografia
De acordo com o United States Census Bureau tem uma área de 31,2 km², dos quais 31,2 km² cobertos por terra e 0,0 km² cobertos por água. Bothell localiza-se a aproximadamente 33 m acima do nível do mar.

## Localidades na vizinhança
O diagrama seguinte representa as localidades num raio de 8 km ao redor de Bothell. 